# Laura Maiztegui
Laura Maiztegui (21. rujna 1978.) je argentinska hokejašica na travi iz La Plate. 
Osvajačica je srebrnog odličja na OI 2000. u Sydneyu i zlatno na Panameričkog kupa 2001.
2000. je dobila nagradu Premios Olimpia kao najbolja argentinska športašica godine. 
Igra za Santa Bárbara Hockey Club.